# Mitternachtsparty
Mitternachtsparty ist ein Brettspiel für Kinder von Wolfgang Kramer aus dem Jahr 1989. Es erschien zunächst beim Verlag Ravensburger. 1996 wurde es als Hugo – das Schlossgespenst ebenfalls bei Ravensburger und schließlich 2013 bei Amigo unter dem ursprünglichen Namen neu aufgelegt.

## Material

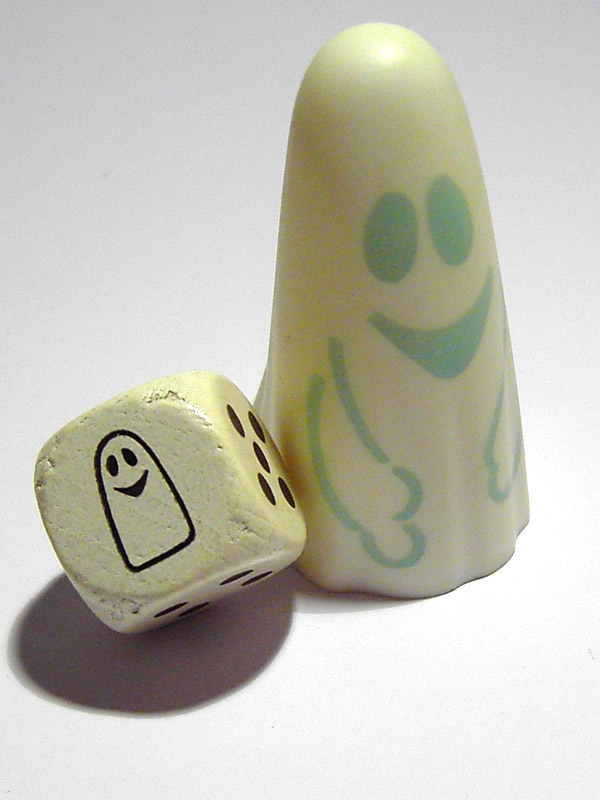
Hugo das Schlossgespenst und der spezielle Würfel aus der ersten Auflage von Ravensburger.

- 30 Spielfiguren in 8 Farben (je nach Anzahl der Spieler erhält jeder 2–6 Figuren)
- Gespensterfigur
- Gespensterwürfel mit Zahlen 1, 2, 4 und 5 und zwei Gespensterdarstellungen
- Spielplan

## Ablauf
Auf einem Schloss, das auch ein Gespenst namens „Hugo“ beherbergt, findet eine Party statt. Jeder Mitspieler bewegt seine Spielfiguren auf der Galerie des Schlosses durch Würfelwurf im Uhrzeigersinn. Zeigt der Würfel ein Gespenst, tritt Hugo in Aktion. Von seinem Startfeld im Keller des Schlosses aus bewegt er sich bei jedem gewürfelten Gespenst drei Felder weit die Treppe hinauf zur Galerie der Gäste. Sobald er entlang der Galerie auf einen Gast trifft oder überholt, erschreckt er ihn. Die Spielfigur wird von der Galerie genommen und auf das unterste freie Feld der Kellertreppe gestellt. Ist diese bereits besetzt, so kommen weitere Gefangene in den Weinkeller. Dies geschieht auch, wenn keine Zimmer mehr frei sind (die entsprechenden Figuren werden sofort dort hingestellt und die Runde ist beendet). Der Weinkeller bringt 2 Minuspunkte.
Um seine eigenen Spielfiguren in Sicherheit zu bringen, haben die Spieler die Möglichkeit ihre Figuren in an der Galerie gelegene Zimmer zu ziehen, in welche Hugo nicht eindringt. Dazu muss das Zimmer nicht mit der exakten Augenzahl des Würfels erreicht werden, mit Ausnahme der beiden Räume, in denen der Spieler am Ende einer Runde 3 Pluspunkte erlangt. Weiterhin erlaubt jedes Zimmer nur einem Gast, sich zu verstecken. In zwei besonderen Zimmern bekommt man am Ende einer Runde jedoch einen Minuspunkt. Sollte ein Spieler alle seine Figuren in Sicherheit gebracht oder an Hugo verloren haben, würfelt er dennoch weiter. Zwar kann er bei einer Augenzahl keine Figuren mehr ziehen, würfelt er aber ein Gespenst, wird dieses weiterhin gezogen.
Das Spiel endet, sobald alle Partybesucher entweder in Zimmern versteckt oder auf die Kellertreppe erschreckt wurden. Anschließend wird ausgewertet: auf den Stufen der Kellertreppe sind unten nach oben absteigende Minuswerte aufgezeichnet. Auch manche Zimmer sind mit Plus- oder Minuspunkten markiert. Sieger ist, wer nach drei Spielrunden die wenigsten Minuspunkte erreichte.

## Übersetzungen, Preise und Auszeichnungen
1989 kam das Spiel von Kramer auf die Auswahlliste zum Spiel des Jahres. Es erfuhr Übertragungen ins Englische, als Ghost Party und als Midnight Party, sowie in anderen Sprachen.

## Hörspiele
Ravensburger veröffentlichte ab 1989 beim Label Karussell zudem acht Hörspiele namens Mitternachtsparty mit Hugo dem Schlossgespenst mit der Stimme von Michael Harck in der Titelrolle. Den Erzähler gab Hans Paetsch. Zudem waren Wika Krauts als alte Gräfin und Peter von Schultz als ihr Butler James zu hören.
2019 startete beim Hörspiellabel Die Hörkastanie eine neue Serie Hugos Mitternachtsparty, die an die alten Hörspiele angelehnt ist, aber 30 Jahre später spielt. Hier ist neben Sven Plate als Hugo, Matthias Keller als James’ Nachfolger Ralph und Dagmar Bittner als junge Gräfin Anastasiya von Gruselstein u. a. Hans-Georg Panczak als Spieleautor Wolfgang Kramer zu hören.